# Arnie Oliver
Arnold Oliver (New Bedford, Massachusetts, 1907. május 22. – New Bedford, 1993. október 16.) egykori amerikai labdarúgó, edző.
Az amerikai válogatott tagjaként részt vett az 1930-as világbajnokságon.

## Sikerei, díjai
USA
- Világbajnoki bronzérmes (1): 1930